# 交響曲K.95
交響曲 ニ長調 『第45番』 K.95/73n は、ヴォルフガング・アマデウス・モーツァルトが1770年にローマで作曲したと考えられる交響曲。

## 概要
モーツァルトは1770年4月25日に姉のマリア・アンナに宛てた手紙で2つの交響曲について言及している。音楽学者のアルフレート・アインシュタインはケッヘル目録を改定する中で、この2曲の交響曲はK.95とK.97であろうという見解を述べている。両作品は様式と構成が類似することから「双子交響曲」であったのではないかと考えたのである。しかし、いずれの作品の自筆譜も現存していないことから、ニール・ザスローをはじめとする他の書き手はこの意見に対して疑義を呈している。
モーツァルトが最初のイタリア旅行で作曲した他の2曲のニ長調の交響曲、K.81とK.84（第11番）の信頼性はこれより明確である。ヴォルフガング・ゲルストホーファーは同時期に書かれた他のモーツァルトの真作を基に考えると、K.81、K.84、K.95、K.97がモーツァルトの手になるものである「可能性は非常に高い」としている。
K.95とK.97がもともと4楽章制で構想されたのか、もしくはメヌエットが後から追加されたのかは明らかになっていない。
『旧モーツァルト全集』（1879年-1882年刊）では、41曲の番号付き交響曲に1番から41番までの番号を与えている。番号が付されていない交響曲（K.95などの一部は1910年まで『旧モーツァルト全集』の余禄として出版されていた）には、第41番（1788年作曲）よりも早い時期の作品でありながら、42番から56番までの番号が振られることがある。この採番法においてK.95は第45番となる。

## 楽器編成
オーボエ2、トランペット2、弦楽合奏。
当時のオーケストラではファゴットとハープシコードが使用可能であった場合は、通奏低音として働き低音の動きを増強するために管弦楽に用いられるのが一般的であった。第2楽章ではトランペットが登場することはなく、オーボエはフルートに置き換えられる。

## 楽曲構成
全4楽章で構成される。演奏時間は約12分。
第1楽章 Allegro 2/2拍子
第2楽章 Andante 3/4拍子
第3楽章 Menuetto 3/4拍子
第4楽章 Allegro 2/4拍子
曲は初期モーツァルトに特有のイタリア的明るさに彩られている。第2楽章で巧みな管弦楽法により奏される抒情的な主題は、後年のピアノ協奏曲第21番の第2楽章を予感させるようなモーツァルトらしさを備えている。